# Kurt Born
Kurt Born, August Leopold Kurt Born (ur. 5 sierpnia 1872 w Berlinie, zm. 1953) – niemiecki prawnik i urzędnik kolejowy.

## Życiorys
Uzyskał stopień doktora praw. Pełnił funkcję prezesa Dyrekcji Kolei we Wrocławiu (1924–1937). Był członkiem senatu Wyższej Szkoły Technicznej we Wrocławiu (1931-1935). Uhonorowano go tytułem dr h.c.

## Prace własne
- Die Entwicklung der Königlich Preußischen Ostbahn, Berlin 1911[3]